# Dom Juan (Jean Vilar)
Pour les articles homonymes, voir Don Juan (homonymie).
Dom Juan, écrit par Molière en 1665 est une pièce comique. Elle est mise en scène par Jean Vilar, alors directeur du Théâtre national populaire, pendant le Festival d'Avignon de 1953. Elle a été jouée au dans la Cour d'honneur du Palais des Papes lors de l'ouverture du 7e Festival d'Avignon, organisé par le Comté du Festival d'Avignon et le Cercle d'échanges internationaux. 

## Distribution
- Jean Vilar (Don Juan)
- Monique Chaumette (Elvire)
- Jean Deschamps (Don Carlos)
- Roger Mollien (Don Alonse)
- Georges Wilson (Don Luis)
- Jean-Pierre Darras (Francisque)
- Zanie Campan (Charlotte)
- Christiane Minazzoli (Mathurine)
- Michel Bouquet (Pierrot)
- Philippe Noiret (la statue du Commandeur) (La Ramée)
- Georges Riquier (Gusman)
- Daniel Sorano (Sganarelle)
- Maurice Coussonneau (La Violette)
- André Schlesser (Ragotin)
- Jean-Paul Moulinot (Monsieur Dimanche)

Les costumes ont été créés pour l'occasion par Léon Gischia, le décor par Camille Demangeat, la musique par Maurice Jarre. La régie générale est René Besson, les éclairages et lumières ont été réalisés par Pierre Saveron et les costumes par Alyette Samazeuilh. 

## Préparation du spectacle
La pièce est annoncée dans la presse :
- « Au septième Festival D'art dramatique d'Avignon, qui se déroulera du 15 au 26 juillet dans le cadre du prestigieux du Palais des Papes, Jean Vilar et sa troupe du Théâtre national populaire présenteront en alternance[...] Don Juan de Molière. »[2]
- « Le Festival d'art dramatique s'ouvre, au Palais des papes, ce soir, avec Don Juan. Cette pièce est attendue comme le gros morceau du Festival et tout donne à penser que Jean Vilar, directeur artistique, metteur en scène et acteur, joue là-dessus son avenir avignonnais. »[3]
- « Le théâtre national populaire donne dans le cadre du Festival d'Avignon des représentations du Don Juan de Molière avec Jean Weber dans le rôle Don Juan et Daniel Sorano dans celui de Sganarelle. Le Théâtre national populaire vient d'être invité à représenter la France au Festival d'Édimbourg (7-9 septembre). Ayant déjà accepté de participer au Festival de Berlin (10-13 septembre) ainsi qu'à la biennale de Vienne (23-25 septembre), la compagnie du T.N.P se trouve ainsi être la troupe française qui assumera l'honneur d'une belle charge lors des trois plus grandes manifestations européennes actuellement organisées en matière de théâtre. »[4].

## Critiques
La critique est favorable :
- « Hier, le VIIe Festival d'Avignon s'est ouvert dans la cour d'honneur du palais des papes, avec le Don Juan de Molière, interprété par Jean Vilar (Don Juan), Daniel Sorano (Sganarelle)... »[5]
- « Il est impossible qu'on ne s'incline pas devant cette transposition cohérente et si originale ; Quelle admirable chose qu'un esprit hardi ! Le Don Juan de Vilar, tout entier »[6]